# Lijst van platenlabels X
Dit is een lijst van platenlabels met als beginletter een X.
- Xanadu Records
- X-Claim Records
- Xenophile Records
- XIII Bis Records
- XL Recordings
- Xpressway
- Xtra Mile Recordings
- Xtreem Music
- XYZ Records